# Фрідріх Бреквольдт
Фрідріх Бреквольдт (нім. Friedrich Breckwoldt; 16 червня 1912, Гамбург — 22 лютого 1947) — німецький офіцер-підводник, оберлейтенант-цур-зее резерву крігсмаріне.

## Біографія
У вересні 1939 року вступив на флот. Спочатку служив на мінних тральщиках, потім перейшов у підводний флот. З 29 листопада 1943 по 20 жовтня 1944 року — командир підводного човна U-679, на якому здійснив 2 походи (разом 61 день в морі). 15 липня 1944 року пошкодив радянський торпедний катер ТК-57 (№60) водотоннажністю 36 тонн.

## Звання
- Лейтенант-цур-зее резерву (1 вересня 1941)
- Оберлейтенант-цур-зее резерву (1 квітня 1944)

## Нагороди
- Нагрудний знак мінних тральщиків (1942)
- Залізний хрест
  - 2-го класу (3 березня 1942)
  - 1-го класу (14 жовтня 1942)
- Нагрудний знак підводника (18 вересня 1944)
- Хрест Воєнних заслуг 2-го класу з мечами (1945)